# Minute Man National Historical Park
Ne doit pas être confondu avec Minuteman Missile National Historic Site.
Le Minute Man National Historical Park est un parc historique national situé dans les villes de Lexington, Lincoln et Concord, dans le Massachusetts aux États-Unis. Il commémore les premières batailles de la guerre d'indépendance des États-Unis, les batailles de Lexington et Concord.
Le parc comprend également The Wayside, une demeure ayant hébergé des écrivains américains (Louisa May Alcott, Nathaniel Hawthorne et Margaret Sidney).

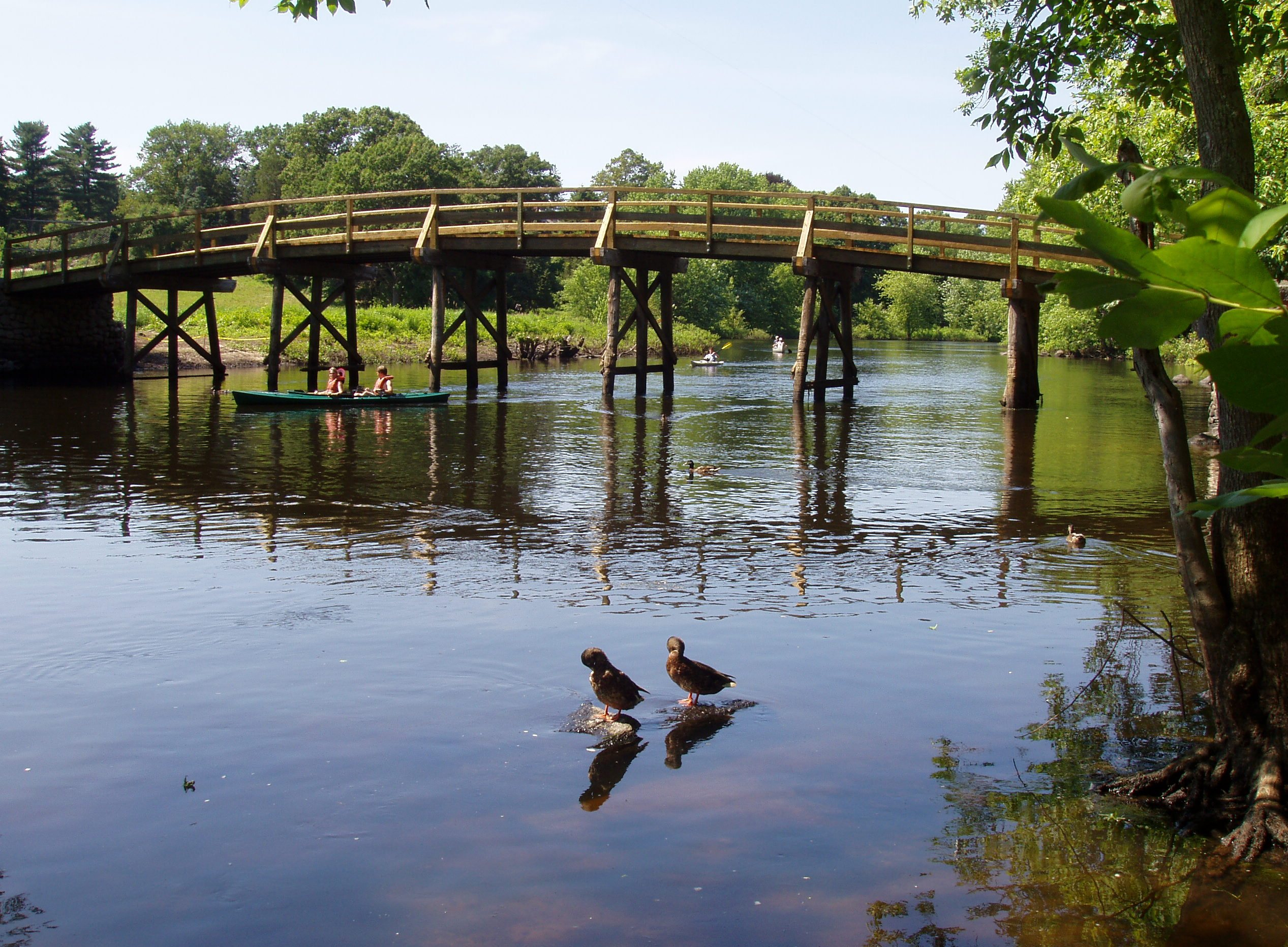
Old North Bridge
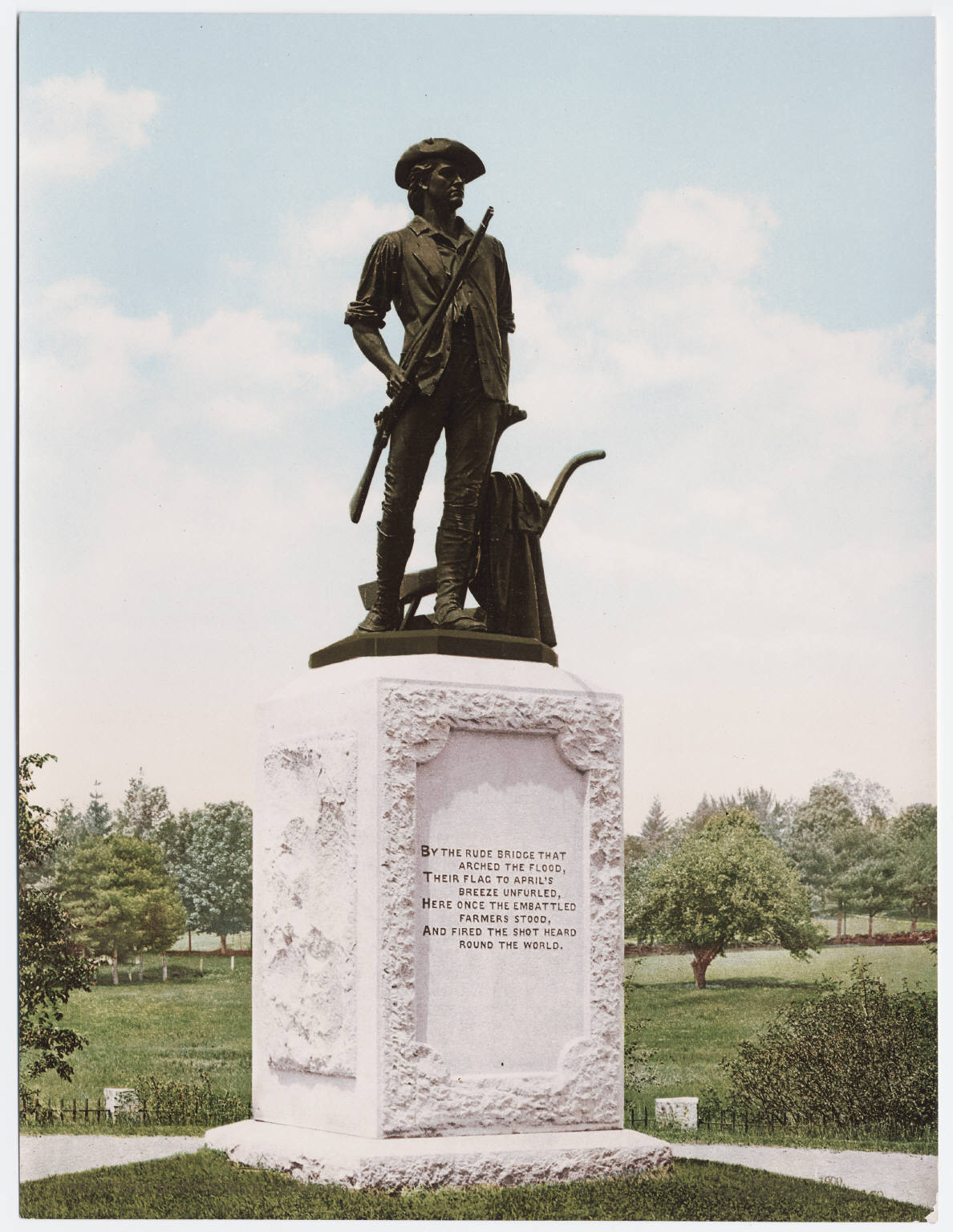
Le Minute Man de Daniel Chester French
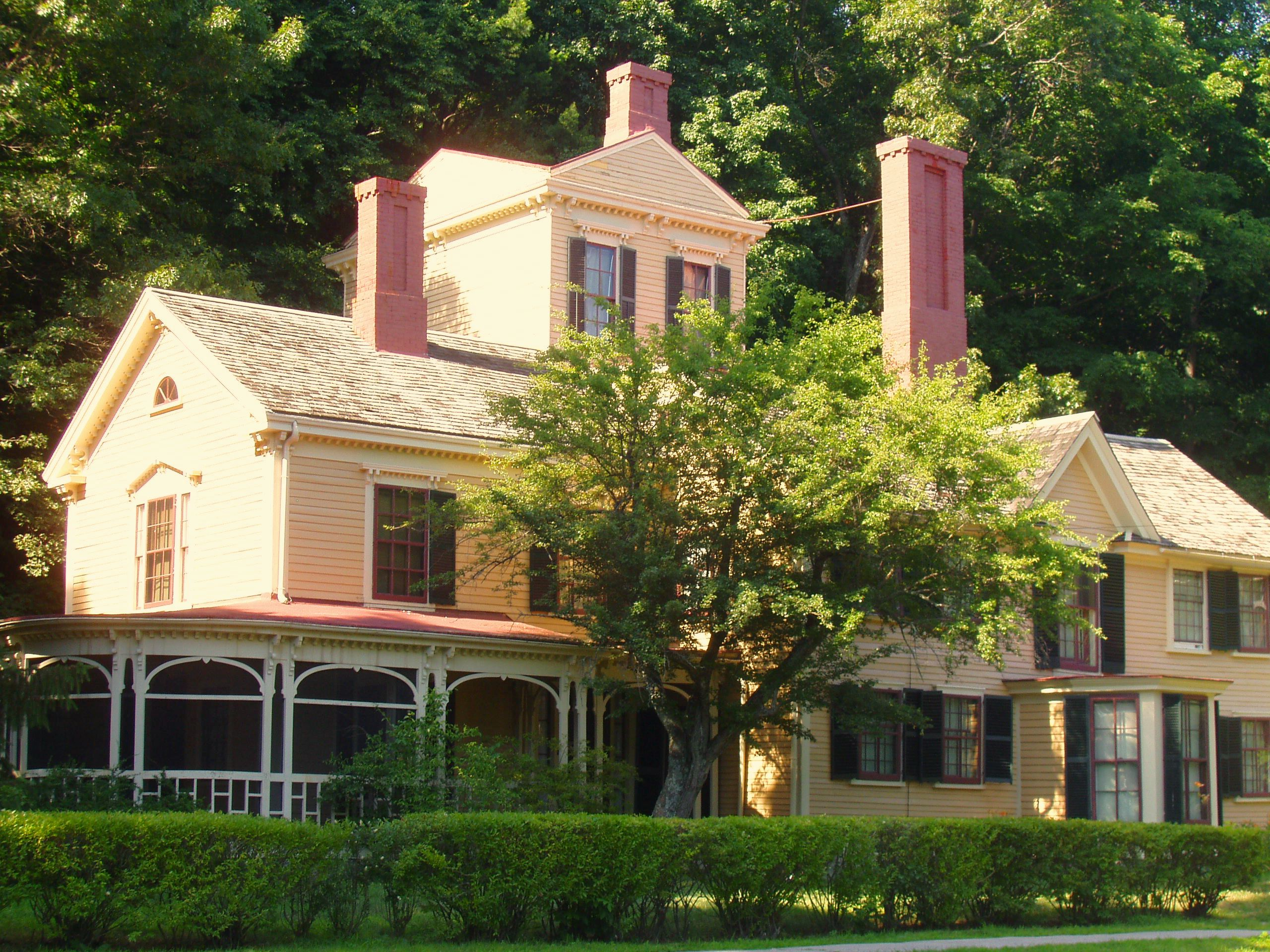
The Wayside